# Тепловой режим почв
Теплово́й режи́м почв — совокупность и последовательность всех явлений поступления, перемещения, аккумуляции и расхода тепла в почве на протяжении определённого отрезка времени (так различают суточный и годовой тепловой режимы). Основным показателем теплового режима является температура почвы (на разных глубинах почвенного профиля). Она зависит от климата, рельефа, растительного и снежного покрова, тепловых свойств почвы.
Тепловой режим обусловлен преимущественно радиационным балансом, который зависит от соотношения энергии солнечной радиации, поглощенной почвой, и теплового излучения. Некоторое значение в теплообмене имеют экзо- и эндотермические реакции, протекающие в почве при процессах химического, физико-химического и биохимического характера, а также внутренняя тепловая энергия Земли. Однако два последних фактора оказывают незначительное влияние на термический режим почвы. Количество тепла, приходящее изнутри земного шара к поверхности почвы, составляет всего 55 кал (230 Дж)/см² в год.
Радиационный баланс изменяется в зависимости от широты местности и времени года. В тундре он равен 10-20 ккал (42-84 кДж)/см², в южной тайге — 30-40 (126—167), в чернозёмной зоне — 30-50 (126—209), а в тропиках превышает 75 ккал (314 кДж)/см² в год.
И величина радиационного баланса, и дальнейшее преобразование фактически поступившего в почву тепла теснейшим образом связаны с тепловыми свойствами почвы: теплоёмкостью и теплопроводностью. Однако наиболее крупные изменения в тепловом режиме почв определяются различиями общеклиматических условий. Чаще всего о тепловом режиме судят по её температурному режиму. Температурный режим графически изображается в виде термоизоплет — кривых, соединяющих точки одинаковых температур.
Температурный режим почв следует за температурным режимом приземного слоя, но отстает от него. Средние годовые температуры почвы возрастают с севера на юг и с востока на запад. В пределах России и сопредельных государств среднегодовая температура почвы изменяется в пределах от −12 до +20°С. Выделяются 2 области — положительных и отрицательных среднегодовых температур почвы на глубине 20 см. Геоизотерма 0°С проходит по диагонали с северо-запада на юго-восток. Область отрицательных среднегодовых температур на глубине 20 см в основном совпадает с областью распространения многолетнемерзлых пород.
Типы температурного режима почв — по классификации В. Н. Димо выделяются следующие Т. т. р. п.:
1. Мерзлотный. Среднегодовая температура профиля п. имеет отрицательный знак. Преобладает процесс охлаждения, сопровождающийся промерзанием почвенной толщи до верхней границы многолетнемерзлых пород;
2. Длительно-сезонно-промерзающий. Преобладает положительная среднегодовая температура профиля п. Отрицательные температуры проникают глубже 1 м. Длительность процесса промерзания не менее 5 месяцев. Сезонно промерзающая толща не смыкается с многолетнемерзлыми породами. Не исключено отсутствие многолетнемерзлых пород;
3. Сезонно-промерзающий. Среднегодовая температура профиля п. положительная. Сезонное промерзание может быть кратковременным (несколько дней) и продолжительным (не более 5 месяцев). Подстилающие породы немерзлые;
4. Непромерзающий. Среднегодовая температура профиля п. и температура самого холодного месяца положительные. Промерзания не наблюдаются. Подстилающие породы немерзлые.